# Arven
Arven est un groupe de metal symphonique allemand, originaire de Francfort-sur-le-Main.  Formé en 2007, leur nom leur vient probablement[réf. souhaitée] d'Arwen, la fille d'Elrond dans la trilogie Le Seigneur des anneaux. Le groupe se sépare officiellement en 2015.

## Biographie
En 2011, Arven signe un contrat avec le label Massacre Records. Leur premier album, Music of Light, sorti le 30 septembre 2011 reçoit un bon accueil par la critique et retient l'attention sur le groupe,,. L'album est masterisé par Sascha Paeth et Michael Rodenberg. Le deuxième album du groupe, Black is the Colour, est publié le 23 août 2013,. Le 3 juillet 2014 le groupe annonce sur leur site officiel et sur les réseaux sociaux que la guitariste Ines Thomé quitte le groupe pour reprendre des études aux États-Unis.
Le 7 septembre 2015, le groupe annonce via son compte Facebook mettre un terme à l'aventure  après avoir cherché vainement une nouvelle guitariste pendant plus d'un an. Il met également en avant des divergences musicales et renvoie vers les autres projets de ses membres.

## Discographie
- 2008 : Demo (demo).
- 2011 : Music of Light
- 2013 : Black Is the Colour

## Membres

### Membres actuels
- Lisa Marie Geiß - basse
- Till Felden - batterie
- Lena Yatsula - piano
- Carina Hanselmann - chant
- Anastasia Schmidt - guitare, composition des textes (depuis 2006)

### Anciens membres
- Verena Reinhardt - basse (?-2009)
- Eva Kreuze - basse, chant
- Ines Thomé - guitare (?-2014)
- Reseda Streb - chant

### Membres live
- Benjamin Reiter - basse (2010-2011), guitare (depuis 2013)